# Maren Meinert
Pour les articles homonymes, voir Meinert.
Maren Meinert est une footballeuse allemande née le 5 août 1973 à Duisbourg. Elle a joué en équipe d'Allemagne de 1991 à 2003.
En club Maren a joué au FC Rumeln-Kaldenhausen, puis au FFC Brauweiler Pulheim 2000, avant de terminer sa carrière aux Breakers de Boston dans la WUSA avec Bettina Wiegmann.
Avec son équipe nationale elle a été sacrée 3 fois championne d'Europe et une fois championne du monde.
Meinert était le plus récemment entraîneuse de l'équipe d'Allemagne féminine des - de 20 ans avec Bettina Wiegmann.

## Palmarès

### Joueuse
- Vainqueur de la Coupe du monde féminine 2003 avec l'Allemagne
- Finaliste de la Coupe du monde féminine 1995 avec l'Allemagne
- Vainqueur du Championnat d'Europe 1995 avec l'Allemagne
- Vainqueur du Championnat d'Europe 1997 avec l'Allemagne
- Vainqueur du Championnat d'Europe 2001 avec l'Allemagne
- Médaille de Bronze aux Jeux olympiques de Sydney en 2000

### Entraîneur
- Vainqueur de la Coupe du monde de football féminin des moins de 20 ans 2010 avec l'Allemagne des moins de 20 ans

## Distinctions
- Nomination au prix d'entraîneur d'équipe féminine de l'année FIFA 2010